# Нейният личен живот
„Нейният личен живот“ (на корейски: 그녀의 사생활; на английски: Her Private Life) е южнокорейски сериал, който се излъчва от 10 април до 30 май 2019 г. по tvN.

## Сюжет
Сон Док-ми е талантлив главен уредник на музея на изкуствата Чум, която има тайна: тя е фанатичен почитател на певеца Ча Ши-ан от групата "White Ocean". В допълнение, тя е и мениджър на фен сайта "The Road to Sian". Райън Голд е откровен художник, който развива синдром на Стендал и се оттегля като артист. След като настоящият директор Ум Со-хе е разследван за присвояване, Райън Голд става новият арт директор на Музея на изкуствата Чум.
Когато избухват слухове, че Док-ми и Ши-ан се срещат, Райън предлага той и Док-ми да се престорят на двойка, за да отблъснат феновете на Ши-ан, които заплашват да ѝ навредят. Въпреки това, Синди, друга почитателка на Ча Ши-ан, успява да започне работа като стажант в музея, за да докаже, че Райън и Док-ми са фалшива двойка. Двамата нямат друг избор, освен да продължат играта и на работното място, докато накрая наистина се влюбват

## Актьори
- Пак Мин-йонг – Сон Док-ми
- Ким Дже-ук – Райън Голд / Хо Юн-дже
- Ан Бо-хьон – Нам Ън-ги
- Чон Дже-уон – Ча Ши-ан
- Мен Сан-хун – Сон Джун-хо
- Ким Ми-гьон – Го Йон-сук
- Пак Джин-Джо – И Сон-Джу
- Ким Сън-йон – Ум Со-хе
- Ким Бо-ра – Синди / Ким Хо-джин
- Чон Уон-чан – Ким Ю-соб
- Со Е-хуа – Ю Кьонг-ах
- Им Джи-кю – Кан Сонг-мин
- Ю Йонг-мин – Джо-хьок
- Хон Со-йон – Чой Да-ин
- Пак Мьон-шин – Нам Се-йон
- И Ил-хуа – Гонг Юн-млад / И Сол